# アカキナノキ

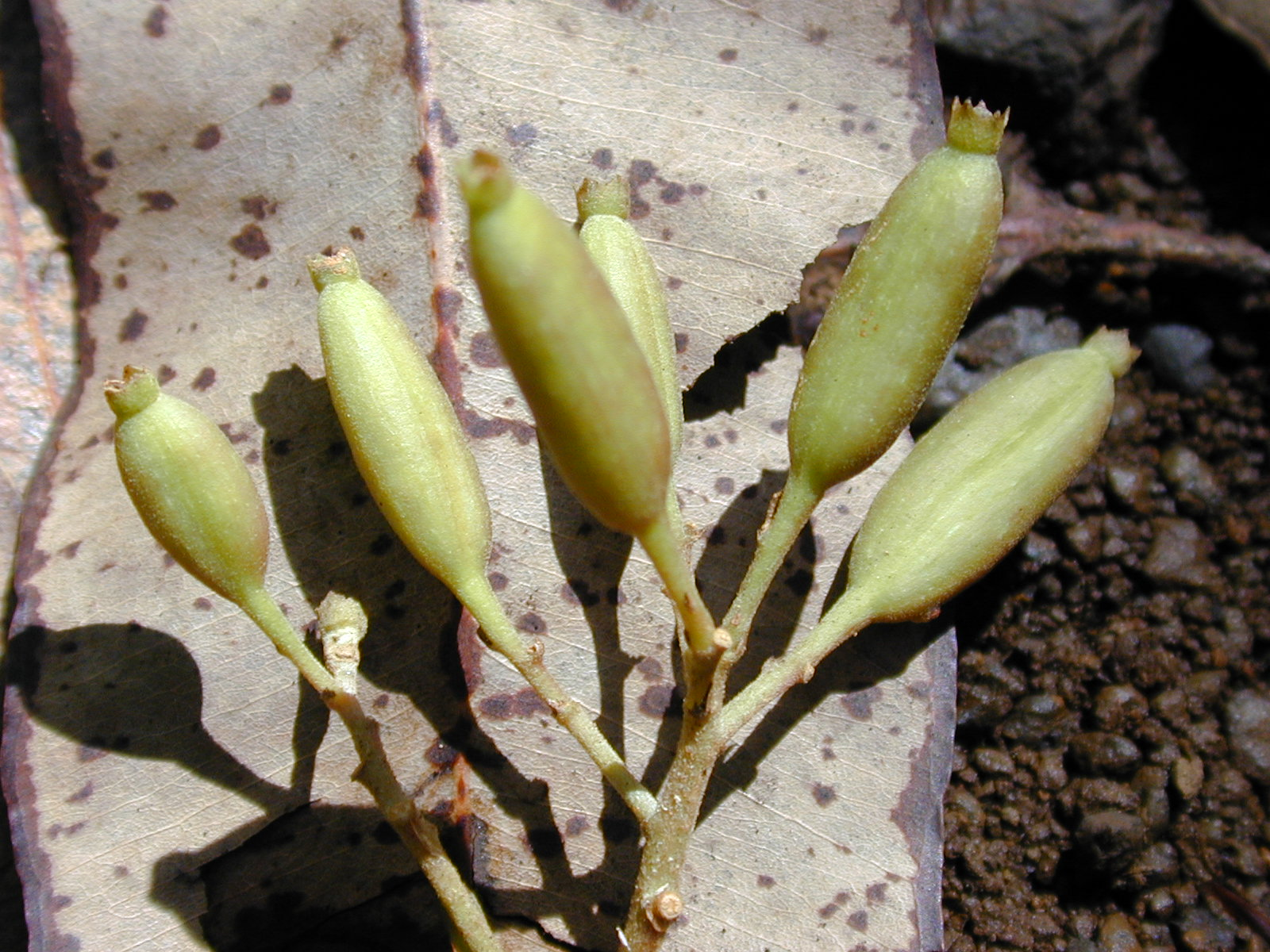
アカキナノキの果実

アカキナノキ（学名：Cinchona pubescens）はアカネ科に属する木本の一種。マラリアの特効薬であるキニーネを生産する。世界の侵略的外来種ワースト100に選定されている。

## 分布
コスタリカからベネズエラ、ボリビアまでの南アメリカを原産地とする。太平洋諸島では外来種として移入分布している。

## 特徴
高さは4-10mまで生長する。枝は赤っぽく、葉も時がたつと赤色に変色する。対生。ピンクや白色の花を咲かせる。
農地、海岸林、自然林、植林地、草地、低木林などに生育する。
樹皮にアルカロイドを含み、マラリアの特効薬であるキニーネを生産するため、非常に有用な樹種として各地で栽培された。

## 外来種問題
低木や草本など在来種の生育を妨害し、生態系に大きな影響を与えていることが報告されている。根の一部からでも再生し、除草剤にも耐性があり、防除が難しい。国際自然保護連合によって世界の侵略的外来種ワースト100に選ばれている。
日本では温室などで栽培されているものの、野生化はしていない。しかし、野生化した際の悪影響が危惧されており、特定外来生物による生態系等に係る被害の防止に関する法律のなかで要注意外来生物に指定されている。